# C-Sportlounge
La C-Sportlounge est un concept car du constructeur automobile français Citroën présenté en septembre 2005 à l'occasion du salon de l'automobile de Francfort.

## Description
Le concept car C-Sportlounge est dévoilé en 2005 pour le salon de l'automobile de Francfort, en Allemagne. Citroën souhaite au travers de C-Sportlounge, réinterpréter le véhicule de grand tourisme. Sa carrosserie monocorps est en effet inédite pour ce type de véhicule sportif. 
Reconnaissable à sa peinture opaque jaune vif, sa silhouette est lisse et épurée, favorisant ainsi l'aérodynamisme, particulièrement soigné sur ce véhicule (Cx de seulement 0,26). La ceinture de caisse a la particularité de former un creux au niveau du montant C, avant de remonter brusquement jusqu'au montant D. Ces éléments contribuent à lui donner un caractère distinctif, dont certains seront repris sur la Citroën DS5, notamment les deux sabres en métal poli à l'avant. C-Sportlounge a en effet en grande partie inspirée la création de la DS5 qui sera présentée en avril 2011, soit 6 ans plus tard, sans pour autant la préfigurer sciemment, car à l'époque, la ligne DS n'est pas encore envisagée.
Son dessin extérieur est de Frédéric Soubirou (dont c'est alors le premier concept car) et le design intérieur, de Christophe Cayrol. L'habitacle enveloppant est intégralement recouvert de cuir noir. Le siège conducteur est solidaire de la console centrale, celle-ci bouge donc selon le réglage de l'assise. Une deuxième console inspirée de l'aéronautique est placée sur le toit vitré. Les éléments transparents de compteurs sont tous teintés en jaune. L'ouverture des portes est antagoniste. 
Elle est équipée d'un volant à moyeu fixe comme les Citroën C4 et Citroën C5 II, d'un toit intégralement vitré, d'un aileron d'air intelligent placé dans le bouclier arrière se déployant au dessus de 90 km/h (utile également lors d'un freinage d'urgence). Un autre aileron dit "virtuel" au niveau de la chute du pavillon, est composé de buses d'air capables d'améliorer, encore une fois, le coefficient de traînée.
La C-Sportlounge est aujourd'hui visible au Conservatoire Citroën à Aulnay-sous-Bois, en Seine-Saint-Denis.

## Galerie

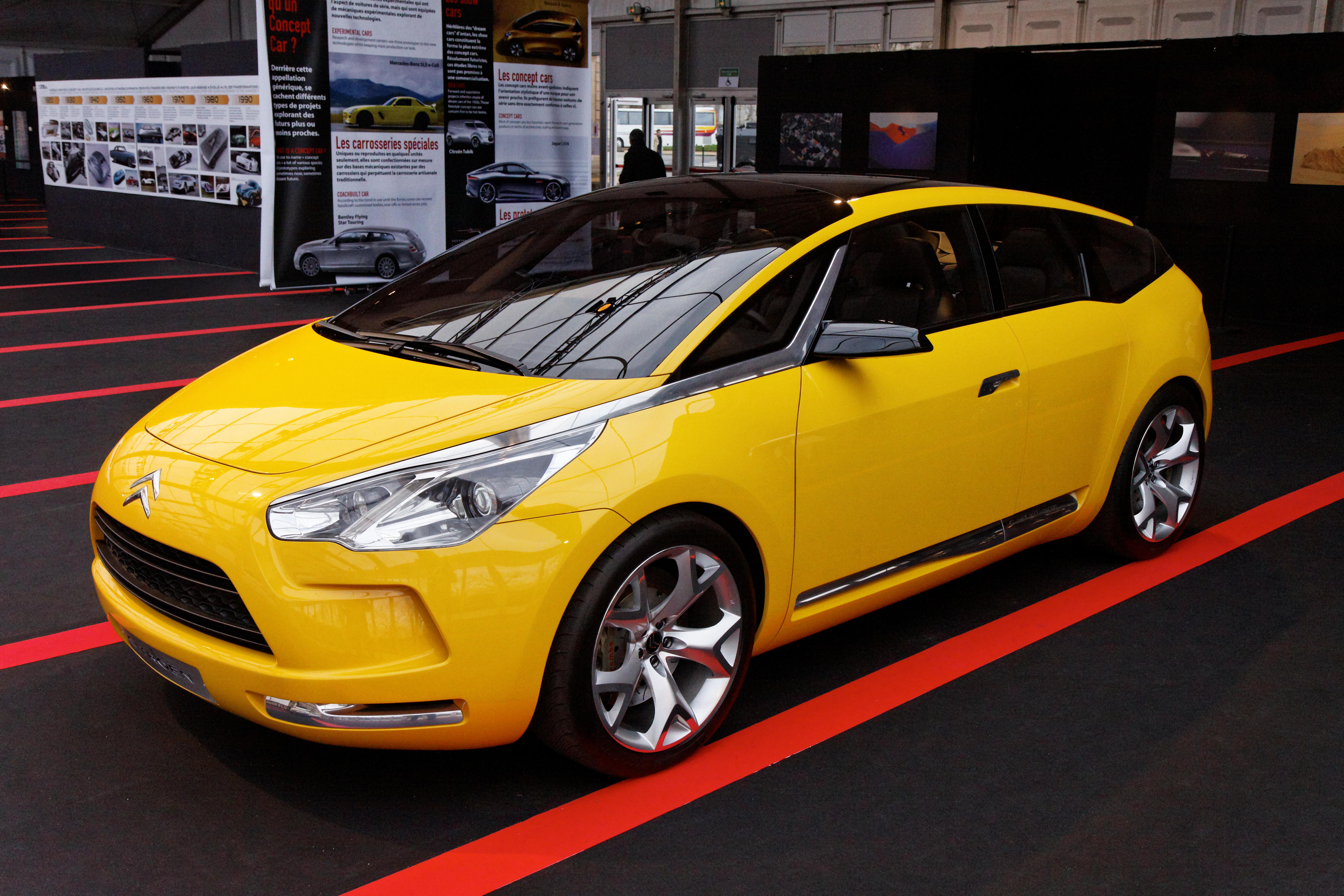
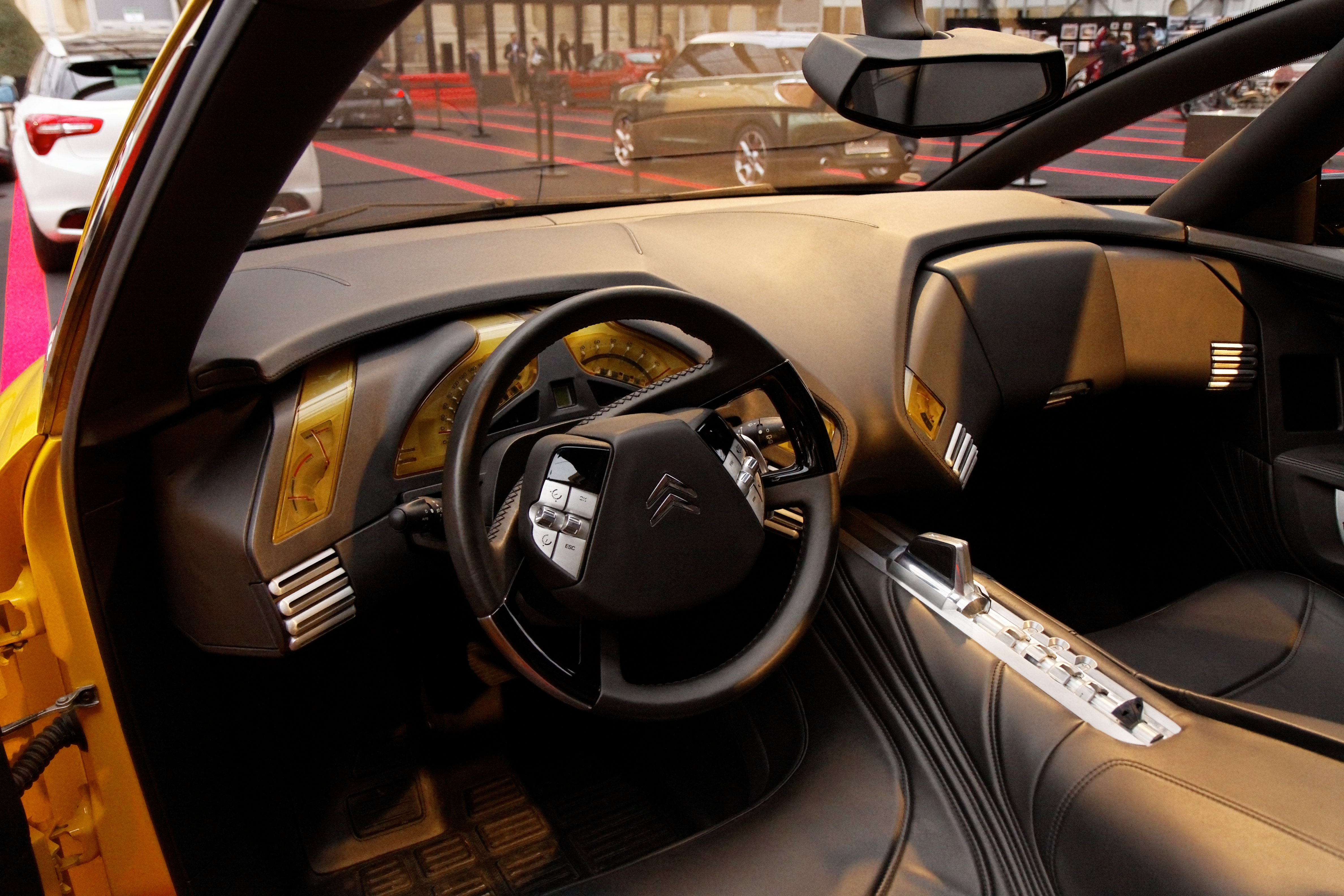
Planche de bord et volant à moyeu fixe.
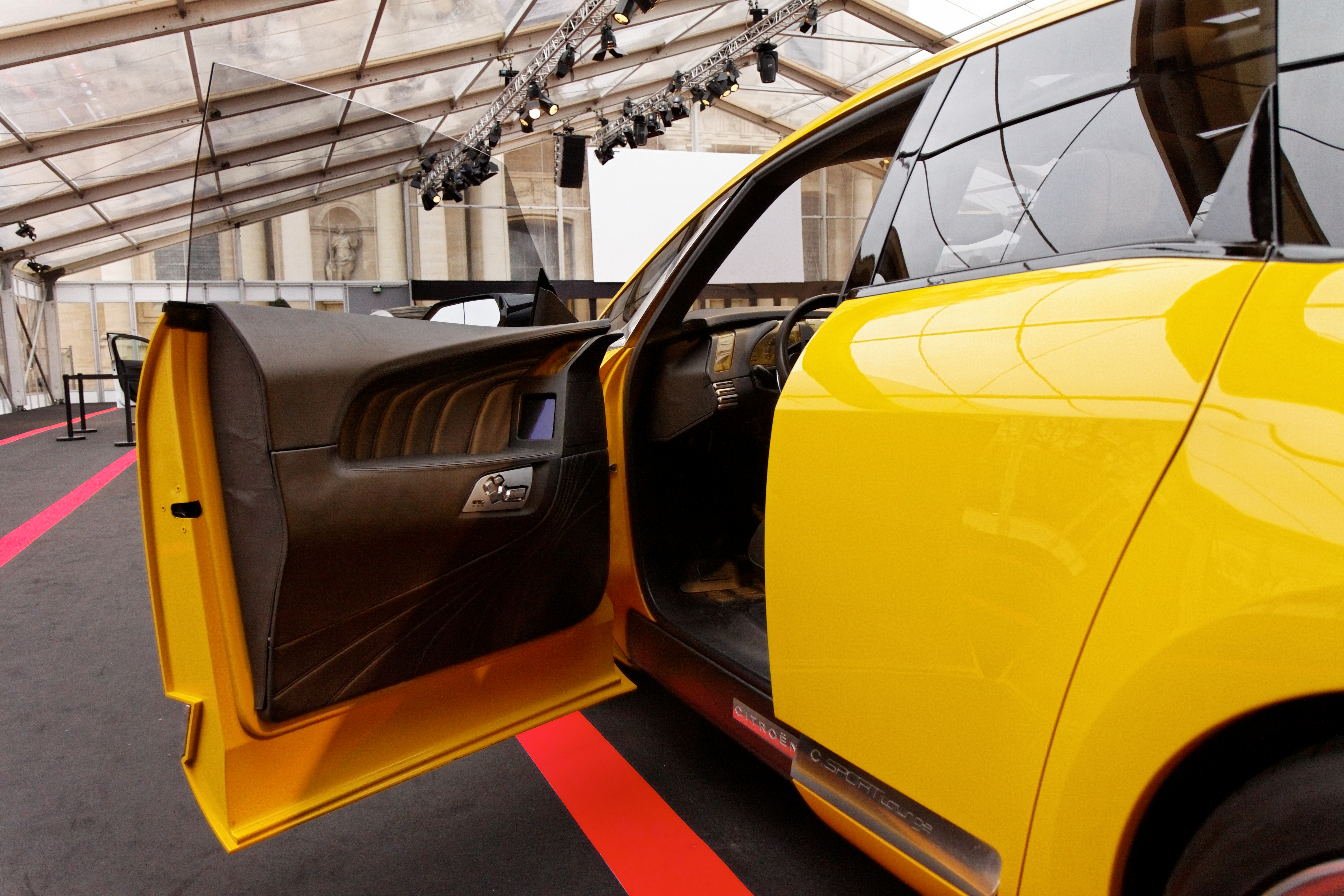
Contre-porte.
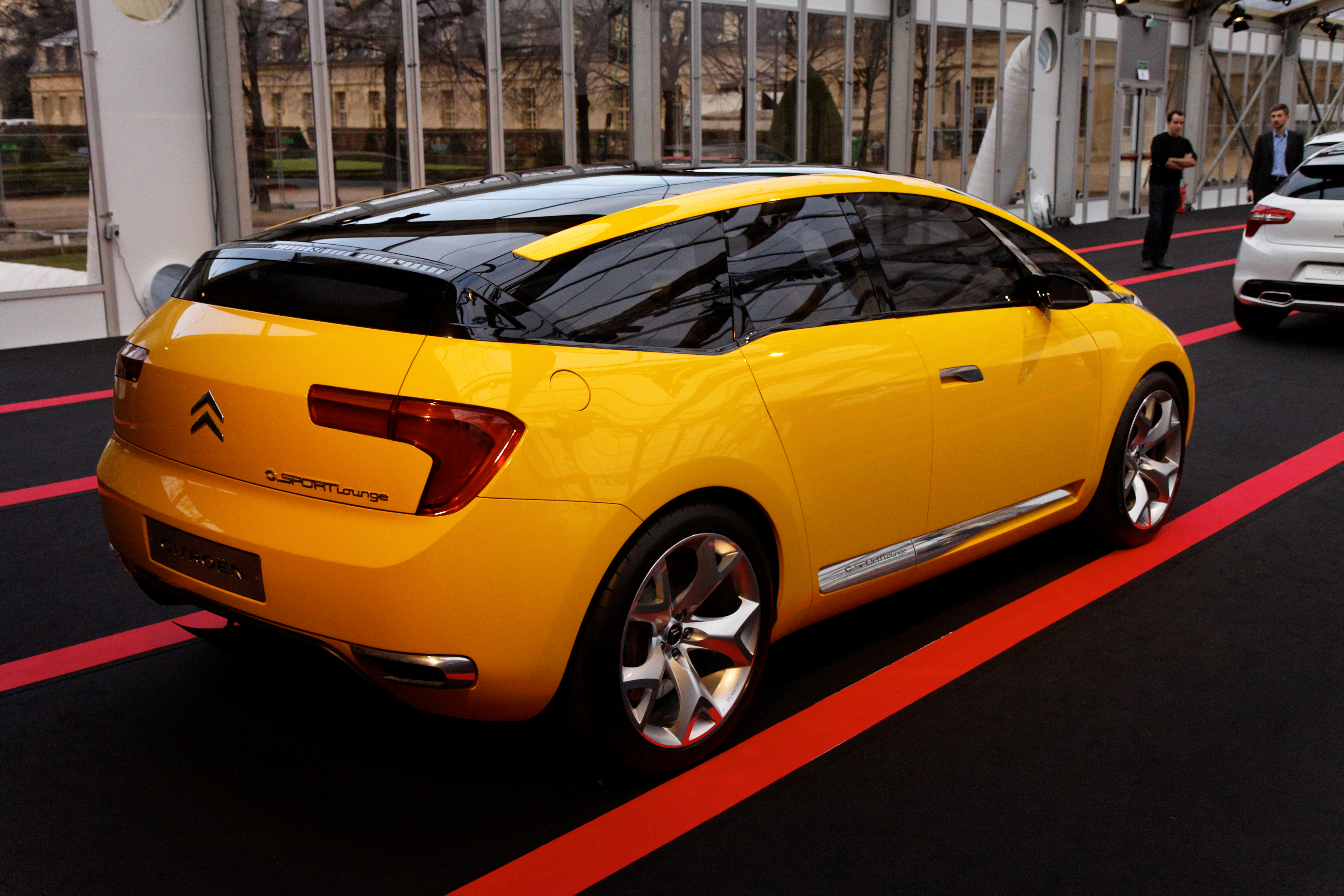
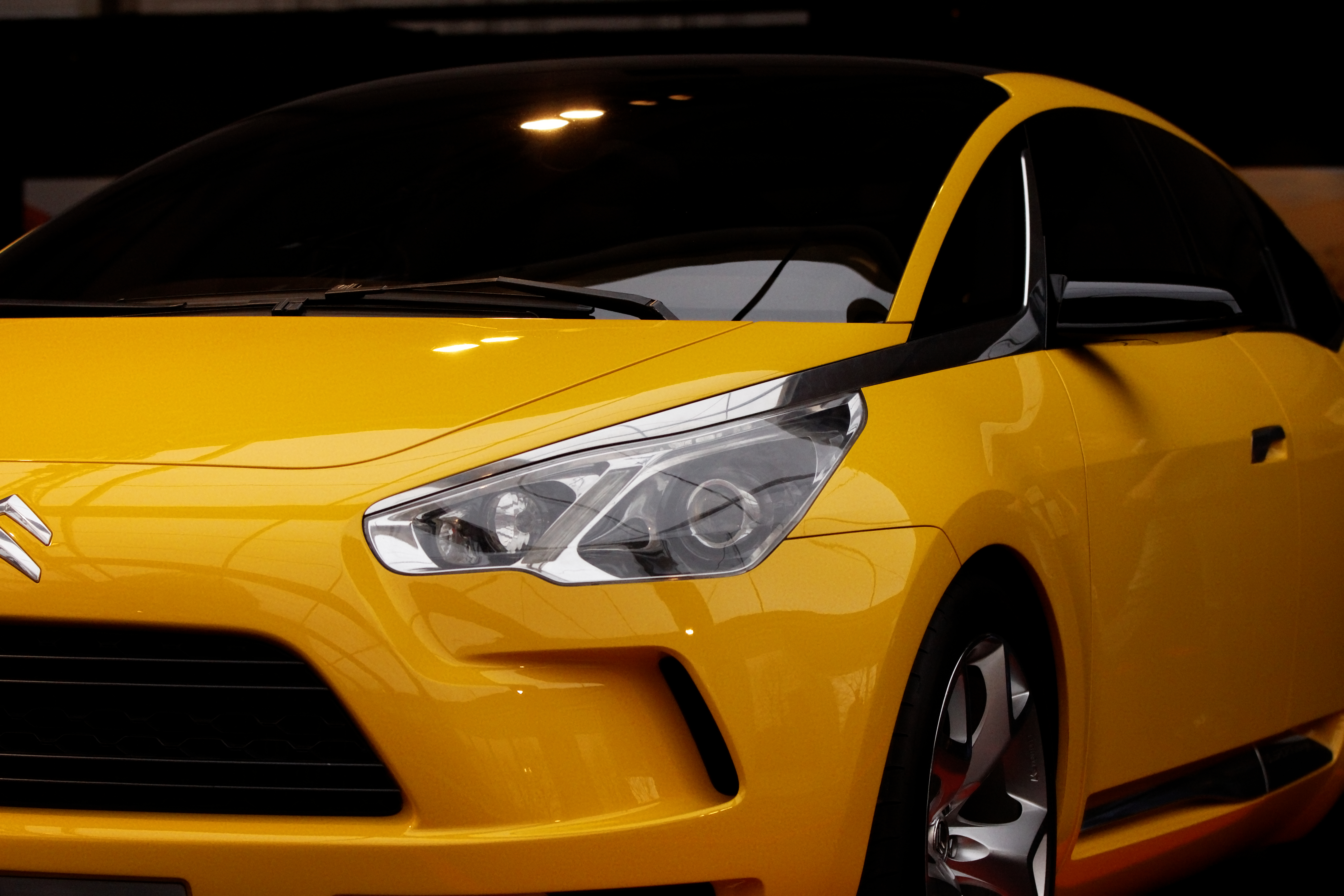
Les écopes d'air dans le bouclier avant créent un carénage virtuel sur les roues avant.